# Jean Hiriart-Urruti
Jean Hiriart Urruti (n. Hazparne, Labort, Francia; 30 de enero de 1859 - f. 4 de noviembre de 1915) fue un escritor éuscaro y director de la revista Eskualduna durante 22 años y considerado como el primer periodista en euskera de época moderna. Nacido en el caserío Joanesederra , a la edad de trece años ingresó en el seminario de Larresoro para más tarde ser ordenado sacerdote en Bayona.
Fue profesor en el seminario de Larresoro entre 1882 y 1907, desde donde colaboró en la fundación de la revista Eskualduna de la que fue nombrado director en 1890. 
Participó en el gran debate ideológico entre la Iglesia y la República, a favor de la primera y en contra de esta. Debido a las medidas adoptadas por el Gobierno de la República contra la Iglesia, en diciembre de 1906, los frailes abandonaron el seminario de Larresoro y se refugiaron en Belok. Sin embargo, Hiriart Urruti apenas pasó un año en la abadía de Ahurti, ya que fue nombrado canónigo de Bayona y abandonaría la dirección de Eskualduna en 1912.
Piarres Lafitte recopiló y publicó sus artículos en la década de los setenta.

## Trabajos

### Articulismo
- Mintzaira, aurpegia: Gizon! (1971, Jakin)
- Zezenak Errepublikan (1972, Jakin)